# Plainville (Connecticut)
Plainville és una població dels Estats Units a l'estat de Connecticut. Segons el cens del 2000 tenia 17.382 habitants.

## Demografia
Segons el cens del 2000, Plainville tenia 17.407 habitants, 7.385 habitatges, i 4.645 famílies. La densitat de població era de 685,5 habitants/km².
Dels 7.385 habitatges en un 26,3% hi vivien nens de menys de 18 anys, en un 49,4% hi vivien parelles casades, en un 10% dones solteres, i en un 37,1% no eren unitats familiars. En el 31,5% dels habitatges hi vivien persones soles el 10,4% de les quals corresponia a persones de 65 anys o més que vivien soles. El nombre mitjà de persones vivint en cada habitatge era de 2,32 i el nombre mitjà de persones que vivien en cada família era de 2,93.
Per edats la població es repartia de la següent manera: un 21,2% tenia menys de 18 anys, un 6,7% entre 18 i 24, un 32% entre 25 i 44, un 24,8% de 45 a 60 i un 15,2% 65 anys o més.
L'edat mediana era de 40 anys. Per cada 100 dones de 18 o més anys hi havia 93,1 homes.
La renda mediana per habitatge era de 48.136 $ i la renda mediana per família de 60.586 $. Els homes tenien una renda mediana de 41.541 $ mentre que les dones 31.281 $. La renda per capita de la població era de 23.257 $. Aproximadament el 4,2% de les famílies i el 5,1% de la població estaven per davall del llindar de pobresa.